# In the Kingdom
In the Kingdom é o quarto álbum de estúdio da banda Whitecross, lançado a 30 de Março de 1991.
O disco atingiu o nº 12 do Top Contemporary Christian. A banda arrecadou o seu segundo GMA Dove Awards na categoria de Hard Music Album of the Year em 1991.

## Faixas
1. "No Second Chances" (Carroll, Wenzel) - 4:43
2. "We Know What's Right" (Carroll, Wenzel) - 6:05
3. "In the Kingdom" (Dickerson) - 5:19
4. "In His Hands" (Liles, Wenzel) - 3:36
5. "Good Enough" (Carroll, Wenzel) - 3:58
6. "Love Is Our Weapon" (Carroll, Wenzel) - 4:40
7. "The Eternal Fire" (Carroll) - 2:00
8. "You Will Find It There" (Carroll, Wenzel) - 6:00
9. "If He Goes Before Me" (Graul, Hodge) - 4:12
10. "Tell Me the Time" (Carroll, Wenzel) - 4:29
11. "Holy War" (Carroll, Dickerson) - 5:54

## Créditos
- Scott Wenzel - Vocal
- Rex Carroll - Guitarra
- Butch Dillon - Baixo
- Mike Feighan - Bateria, vocal